# Thần điêu đại hiệp (phim truyền hình 1983)
Thần điêu đại hiệp (tiếng Trung: 神鵰俠侶; Việt bính: san4 diu1 hap6 leoi5 hay Thần điêu hiệp lữ , tên tiếng Anh:Return Of Condor Heroes), là bộ phim lần thứ hai đài truyền hình TVB Hồng Kông cho thực hiện lại tác phẩm này. Có thể nói, Bản phim Thần điêu đại hiệp 1983 là bản phim được TVB xếp vào hạng kinh điển. Nhờ vai diễn này, hai diễn viên trẻ Lưu Đức Hoa và Trần Ngọc Liên lúc bấy giờ được khán giả truyền hình biết đến và trở thành ngôi sao.

## Thành phần diễn viên

### Diễn viên chính
- Lưu Đức Hoa - Dương Quá
- Trần Ngọc Liên - Tiểu Long Nữ

### Các diễn viên khác
- Lương Gia Nhân - Quách Tĩnh
- Âu Dương Bội San - Hoàng Dung
- Liêu An Lệ - Quách Phù
- Hoàng Mạn Ngưng - Quách Tương
- Phan Hoàng Bân - Quách Phá Lỗ
- Lữ Hữu Tuệ - Lý Mạc Sầu
- Tăng Giang - Hoàng Dược Sư
- Hứa Thiệu Hùng - Công Tôn Chỉ
- La Lan - Cầu Thiên Xích
- Thạch Kiên - Từ Ân (Cừu Thiên Nhận)
- Dư Mộ Liên - Tôn bà bà
- Trần Ngọc Lân - Hồng Lăng Ba
- Lưu Đan - Hồng Thất Công
- Dương Trạch Lâm - Âu Dương Phong
- Lưu Triệu Minh - Nhất Đăng đại sư
- Tần Hoàng - Chu Bá Thông
- Trương Lôi - Kim Luân pháp vương
- Diệp Thiên Hành - Hốt Tất Liệt
- Thang Trấn Nghiệp - Hoắc Đô
- Lưu Quốc Thành - Đạt Nhĩ Ba
- Hoàng Chí Vĩ - Ni Ma Tinh
- Lâm Vĩ Kiện - Tiêu Tương Tử
- Đàm Bính Văn - Doãn Khắc Tây
- Trần Quốc Quyền - Mã Quang Tá
- Vương Ái Minh - Trình Anh
- Phùng Chí Phong - Dương Quá trẻ
- Trần Phục Sinh - Lục Vô Song
- Chu Tiểu Mỹ - Công Tôn Lục Ngạc
- Nhậm Đạt Hoa - Gia Luật Tề
- Hồ Mỹ Nghi - Gia Luật Yến
- Hoàng Mẫn Nghi - Hoàn Nhan Bình
- Quảng Tá Huy - Doãn Chí Bình
- Cam Quốc Vệ - Triệu Chí Kính
- Lạc Ứng Quân - Lý Chí Thường
- Mã Tông Đức - Võ Tam Thông
- Thượng Quan Ngọc - Võ Tam Nương
- Mạch Tử Vân - Võ Đôn Nho
- Lý Tụ Giai - Võ Tu Văn
- Hạ Vũ - Khưu Xứ Cơ
- Lương Thiếu Thu - Vương Xứ Nhất
- Trịnh Gia Sinh - Hách Đại Thông
- Trình Khả Vi - Tôn Bất Nhị
- Lý Long Cơ - Vương Trùng Dương
- Quan Cúc Anh - Lâm Triều Anh
- Tăng Khánh Du - Anh Cô (Lưu Anh)
- Vạn Tử Lương - Lục Lập Đỉnh
- Sâm Sâm - Lục Nhị Nương
- Trần Hân Kiện - Lục Triển Nguyên
- Khấu Hồng Bình - Hà Nguyên Quân
- Vĩ Liệt - Lỗ Hữu Cước
- Trần An Oánh - Cô Ngốc
- Giang Nghị - Kha Trấn Ác
- Cao Hùng - Phùng Mặc Phong
- Ngô Mạnh Đạt - Lục Quán Anh
- Tiêu Hùng - Điểm Thương Ngư Ẩn
- La Vĩ Bình - Chu Tử Liễu
- Bạch Văn Bưu - Lương Tử Ông

## Vai diễn
- Lưu Đức Hoa - Dương Quá: Có thể nói, tuy là một trong Tứ Đại Thiên Vương, thế nhưng, nhờ nhân vật Dương Quá, anh đã được khán giả truyền hình biết đến. Anh là diễn viên thể hiện thành công nhân vật Dương Quá nhất.
- Trần Ngọc Liên - Tiểu Long Nữ: Tiểu Long Nữ của Trần Ngọc Liên lạnh lùng, sâu sắc, đôi mắt buồn, nội tâm phức tạp và một phục trang trắng khiến cho Tiểu Long Nữ của Trần Ngọc Liên có tâm trạng đấu tranh phức tạp. Đây là vai diễn thành công nhất của Trần Ngọc Liên.

## Nhạc phim
Nhạc phim gồm 4 ca khúc, tất cả đều do nữ ca sĩ Trương Đức Lan trình bày. Trong đó ca khúc 何日再相見 (Bao Giờ Ta Gặp Lại) đã từng được ca sĩ Xuân Mai trình diễn với phiên bản Tiếng Việt mang tên Người Anh Hùng.

## Thông tin thêm
- Trần Ngọc Liên trước đó từng đóng vai Tiểu Chiêu trong Ỷ Thiên Đồ Long ký (1978) và vai Hoàng Dung trong Anh hùng xạ điêu (1988).
- Diễn viên Lương Gia Nhân đóng vai Quách Tĩnh trong phim này cũng là người đóng vai Lộc Trượng Khách trong Ỷ Thiên Đồ Long ký (1993) và vai Hồng Thất Công trong Thần điêu đại hiệp (1998) và Anh hùng xạ điêu (2008).